# Kefamenanu Tengah
Kefamenanu Tengah is een bestuurslaag in het regentschap Timor Tengah Utara van de provincie Oost-Nusa Tenggara, Indonesië. Kefamenanu Tengah telt 6541 inwoners (volkstelling 2010).